# Coulanges (Loir-et-Cher)
Coulanges település Franciaországban, Loir-et-Cher megyében. Lakosainak száma 308 fő (2018. január 1.). Coulanges Chambon-sur-Cisse, Chouzy-sur-Cisse, Onzain és Seillac községekkel határos.

## Népesség
A település népességének változása:
| Lakosok száma | 216  | 274  | 301  | 271  | 312  | 308  | 316  | 328  | 311  | 308  |
|               | 1968 | 1975 | 1982 | 1990 | 1999 | 2011 | 2013 | 2015 | 2017 | 2018 |